# Élodie Frégé
Pour les articles homonymes, voir Frege (homonymie).
Élodie Frégé, née le 15 février 1982 à Cosne-Cours-sur-Loire (Nièvre), est une auteure-compositrice-interprète et actrice française.
Initiée jeune à la musique (guitare classique) et à la danse, elle se tourne rapidement vers les arts du spectacle. En 2003, elle accède à la notoriété en remportant la saison 3 de Star Academy face à Michal. Par la suite, elle sort quatre albums, et s'essaie à la comédie en tournant dans la satire Potiche, de François Ozon. Elle a depuis tourné dans deux autres longs métrages, ainsi que dans plusieurs séries et téléfilms. Elle est aussi montée sur les planches du théâtre en 2019 et 2023. 
Elle fait partie, depuis 2013, du groupe Nouvelle Vague, un collectif qui reprend des chansons de la New wave.

## Biographie

### Jeunesse et formation
Élodie Wanda Frégé naît le 15 février 1982 à Cosne-Cours-sur-Loire dans la Nièvre d'un père attaché de direction et d'une mère esthéticienne,. Elle a deux sœurs, Christelle et Sandra, et un frère, Jean-François. Elle apprend la danse dès l'âge de cinq ans et intègre une école de danse à douze ans.
Elle découvre la musique vers l'âge de six ans grâce à son grand-père accordéoniste et commence à apprendre à jouer de la guitare à l'âge de huit ans. En 1998, elle obtient son brevet de guitare classique. C'est également cette année qu'elle chante pour la première fois au festival Nuits du Vieux Château de sa ville natale où elle était venue pour une prestation de danse. Sa prestation séduit les organisateurs et elle est réinvitée l'année suivante, mais cette fois-ci pour chanter. Elle revient d'ailleurs chanter à ce festival alors que sa carrière musicale n'est pas encore lancée. Pourtant, dans un premier temps, elle ne s'oriente pas vers le monde professionnel de la chanson. Après le baccalauréat, elle s'inscrit en licence d'anglais à Dijon, mais arrête ses études à l'université pour travailler et gagner de l'argent afin d'intégrer une école de spectacle à Paris.

### Révélation télévisuelle et premiers albums
En 2003, elle est sélectionnée pour participer à la saison 3 de l'émission de télé-réalité Star Academy sur TF1. Elle remporte la finale de l'émission (après Jenifer en 2001 et Nolwenn Leroy en 2002) et gagne le droit d'enregistrer un album et un million d'euros dont elle donne la moitié au finaliste polonais, Michal, qu’elle a battu de justesse avec 51 % des votes du public. Elle participe ensuite à la tournée Star Academy et remporte le 30 mars 2004 le concours Worldbest réunissant les gagnants des différentes versions de l’émission de télé-réalité à travers le monde.
Son premier album, Élodie Frégé, sort au printemps 2004, et se vend à plus de 200 000 exemplaires. De cet album sont extraits trois singles qui sortent en format CD : De l'eau, Viens jusqu'à moi (en duo avec Michal) et Je te dis non. Ce dernier single marque sa première collaboration avec Catherine Breillat qui réalise le clip de la chanson. En 2005, elle remporte le trophée Les Ailes de l'Expérience décerné par l'Académie de Mâcon.
En 2006, Élodie Frégé sort son deuxième album, Le Jeu des 7 erreurs, réalisé en collaboration avec Benjamin Biolay, qu'elle a rencontré lors d'un concert de Florent Marchet en mai 2005. Sur cet album collabore également Jacques Lanzmann (La Fidélité) et elle y reprend une composition originale de Keren Ann (Si je reste (un peu)) ainsi qu'une chanson écrite par Serge Gainsbourg (Le Velours des vierges). Il se vend à près de 100 000 exemplaires. Elle entame alors une tournée en France et en Belgique et se produit notamment à Paris au Café de la Danse et à La Cigale. Trois clips sont produits autour de l'album pour les chansons La Ceinture, Si je reste (un peu), et La Fidélité que Catherine Breillat réalise. Le 5 décembre 2007, la radio Chérie FM décerne deux prix à Élodie Frégé lors de sa cérémonie des Étoiles de la Musique : « Révélation française de l'année » et « Meilleure chanson » pour La Ceinture.

### Diversification dans les années 2010-2020

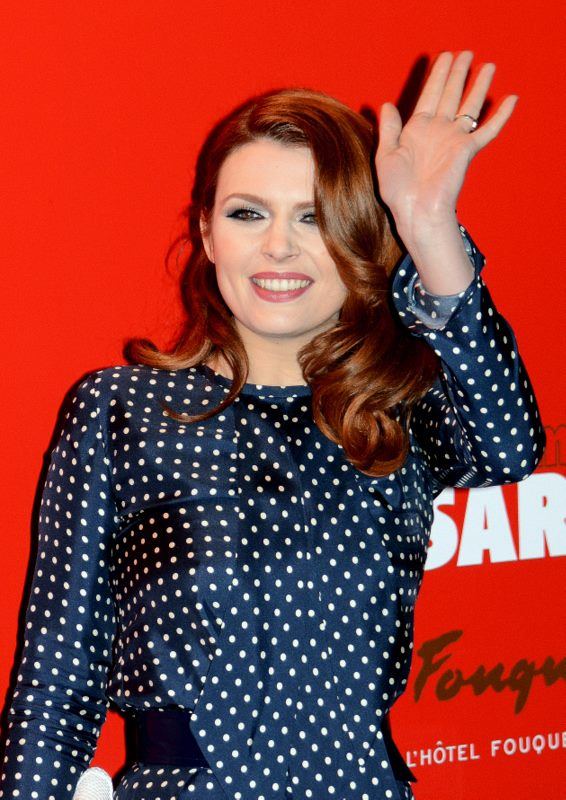
La chanteuse en 2015, à la des César.

En 2010, elle tourne dans le film Potiche de François Ozon. La chanteuse sort son troisième album, La Fille de l'après-midi, le 4 octobre 2010, porté par un premier single du même nom. Il se vend à 15 000 exemplaires. Elle entame une tournée dans les pays de l'Europe de l'Est à l'automne, baptisée French Kiss Tour.
Son quatrième album, intitulé Amuse Bouches, sort le 24 juin 2013. Elle signe les paroles de huit titres sur les onze (dont trois reprises) que compte l'album (édition simple) et compose quatre mélodies, confirmant son statut d'auteur-compositeur-interprète.
Le 21 octobre 2013, sort l'album Forever Gentlemen, comprenant des chansons interprétées par Roch Voisine, Dany Brillant, M. Pokora, Emmanuel Moire ou encore Élodie Frégé, qui rend hommage aux crooners des années 1950.
Le 2 décembre 2013, elle enregistre le single Un jour mon prince viendra, nouvelle version de la chanson thème du film d'animation Blanche-Neige et les Sept Nains, extrait de la compilation à succès We Love Disney. Le même jour, le chanteur Pascal Obispo sort son opus Le Grand Amour comprenant les titres Un homme est passé et Quand j'entends la musique en duo avec Élodie Frégé.
En 2014, elle apparaît dans le télécrochet The Voice : la plus belle voix (sur TF1), où elle est une des coaches de l'équipe de Jenifer.
Le 9 juin 2014, sort la compilation à thème La Bande à Renaud, comprenant des reprises du chanteur Renaud où figure le titre Il pleut, interprété par Élodie Frégé.
En 2015, elle rejoint le casting de la série La Main du mal sur TF1 avec JoeyStarr, Grégory Fitoussi et Mélanie Doutey.
En 2015 et 2016, elle est membre du jury des saisons onze et douze de l'émission Nouvelle Star sur D8.
En 2021, elle participe à l'émission Les stars voyagent dans le temps au Puy du Fou, du nom du parc d'attraction de l'ancien ministre Philippe de Villiers.
En 2023, elle participe à l’émission Mask Singer en qualité d'enquêtrice.
En 2024 elle est marraine du festival international des jeunes créateurs de mode qui s'est tenu à Dinan du 4 au 6 avril.

### Œuvres caritatives
Élodie Frégé a participé à plusieurs œuvres de charité : l'Opération Pièces jaunes, au profit de l'association « Enfance et Partage » (mars 2005), au profit de l'association « Sauver l'enfance en danger », au Téléthon 2006, lors de l'opération « 1000 Enfants, Mille Noël » à Lyon (décembre 2006) et à des concerts de « Tout le monde chante contre le cancer » en 2007 et 2008. En 2011, elle participe à l'émission N'oubliez pas les paroles ! et remporte avec Arnaud Gidoin la somme maximale de 100 000 € pour l'association AIDES. En 2012, elle participe au Dîner de la mode contre le Sida. Le 19 décembre 2018, plus de 70 célébrités se mobilisent à l'appel de l'association Urgence Homophobie. Frégé est l'une d'elles et apparaît dans le clip de la chanson De l'amour.

### Modèle
En 2011, elle pose pour Yury Toroptsov dans une robe d'été ayant appartenu à Marilyn Monroe dans le cadre de l'exposition Marilyn and I (au Bon Marché Rive Gauche)
,.

## Discographie
Élodie Frégé n'a jamais été pleinement satisfaite de son premier album, estimant qu'il ne lui ressemblait pas, notamment la chanson De l'eau. Cet album, sorti rapidement après sa participation à la Star Academy, lui colle une étiquette « télé-réalité » qu'elle n'apprécie pas,, excepté la chanson Je te dis non, la seule qu'elle puisse reprendre encore sur scène aujourd'hui, parce qu'elle lui va bien, et pour son rythme de bossa nova.
Le deuxième album tranche avec le premier, car la chanteuse le souhaite à son image. Il propose des sonorités dans la tradition de la variété française des années 1960-70 pouvant faire penser aux chansons de Françoise Hardy. Ce deuxième album est également plus sombre et subversif, évoquant notamment l'amour charnel sans sentiment (La Ceinture), l'inceste (Le Velours des vierges), la descente aux enfers (Douce vie) ou l'illusion de la fidélité conjugale (La Fidélité),. Selon Benjamin Biolay, Élodie Frégé apporte par son interprétation, au-delà des constats froids des paroles, une dimension poétique aux chansons qu'il lui a écrites pour cet album.
Dans son troisième album, elle développe une veine sensuelle, dans un climat relativement sombre[réf. souhaitée]. Cette dimension sensuelle est encore accentuée dans son quatrième album, mais avec plus d'espièglerie[réf. souhaitée], grâce notamment à des rythmes latino-américains[Lesquels ?], dus à Marc Collin, réalisateur de l'album.

### Albums
| Année | Album                    | Classement des ventes | Classement des ventes | Classement des ventes | Classement des ventes | Ventes françaises | Certification |
| Année | Album                    | FRA                   | FRA (TL)              | BE (Fr)               | SUI                   | Ventes françaises | Certification |
| ----- | ------------------------ | --------------------- | --------------------- | --------------------- | --------------------- | ----------------- | ------------- |
| 2004  | Élodie Frégé             | 4                     | —                     | 7                     | 27                    | 200 000           | 2 × Or        |
| 2006  | Le Jeu des 7 erreurs     | 12                    | 3                     | 11                    | 65                    | 100 000           | Or            |
| 2010  | La Fille de l'après-midi | 28                    | 11                    | 24                    | —                     | 15 000            | —             |
| 2013  | Amuse Bouches            | 19                    |                       | 27                    | —                     | 10 000            | —             |

### Singles

Élodie Frégé à la cérémonie des NRJ Music Awards 15th Edition (2013).

Les singles sont les chansons d'Élodie Frégé ayant eu un clip et ayant été diffusées de manière indépendante de leur album
| Année | Single                                 | Classement des ventes | Classement des ventes | Classement des ventes | Classement des ventes | Ventes françaises | Album                    |
| Année | Single                                 | FRA                   | FRA (TL)              | BE (Fr)               | SUI                   | Ventes françaises | Album                    |
| ----- | -------------------------------------- | --------------------- | --------------------- | --------------------- | --------------------- | ----------------- | ------------------------ |
| 2004  | De l'eau                               | 16                    | —                     | 11                    | 49                    | 50 000            | Élodie Frégé             |
| 2004  | Viens jusqu'à moi (en duo avec Michal) | 8                     | —                     | 5                     | 30                    | 120 000           | Élodie Frégé             |
| 2004  | Je te dis non                          | 38                    | —                     | 36                    | —                     | 30 000            | Élodie Frégé             |
| 2006  | La Ceinture                            | —                     | 5                     | 38                    | —                     | 20 000            | Le Jeu des 7 erreurs     |
| 2006  | Si je reste (un peu)                   | —                     | —                     | —                     | —                     |                   | Le Jeu des 7 erreurs     |
| 2007  | La Fidélité                            | —                     | —                     | —                     | —                     |                   | Le Jeu des 7 erreurs     |
| 2010  | La Fille de l'après-midi               | —                     | —                     | —                     | —                     |                   | La Fille de l'après-midi |
| 2010  | La Belle et la Bête                    | —                     | —                     | —                     | —                     |                   | La Fille de l'après-midi |
| 2013  | Comment t'appelles-tu ce matin ?       | 127                   | —                     | —                     | —                     |                   | Amuse Bouches            |
| 2013  | Un jour mon prince viendra             | 109                   | —                     | —                     | —                     |                   | We Love Disney           |

### Participations
- 2003-2004 : sur les albums de la saison 3 de Star Academy
  - Star Academy 3 fait sa bamba, album de reprises
My Boy Lollipop (en solo)
These Boots Are Made for Walkin' (avec Marjorie Condoris et Morganne)
Laisse tomber les filles (avec Marjorie Condoris, Stéphanie d'Alma, Amina Benounni, Morganne et Sofia Essaïdi)
La Leçon de twist (avec Morganne, Pierre Bouley, Romain Billiard, Michaël Sapience, Michal, Marjorie Condoris, Édouard Algayon, Icaro Da Silva, Anne Thibault, Valérie Deniz, Stéphanie d'Alma et Patxi Garat)
La Bamba, version Ritchie Valens et Los Lobos (chanson de troupe)
  - Star Academy 3 chante Elton John, album de reprises d'Elton John
Candle in the Wind (en duo avec Sofia Essaïdi)
Don't Go Breaking My Heart (avec Pierre Bouley et Édouard Algayon)
Saturday Night's Alright for Fighting (chanson de troupe)
Can You Feel the Love Tonight (chanson de troupe)
  - Star Academy 3 : Les Meilleurs moments, album de reprises
Et maintenant (en solo)
Wot (chanson de troupe)
L'Orange (chanson de troupe)
Embrasse-moi idiot (chanson de troupe)
California Dreamin' (chanson de troupe)
  - Star Academy 3 : Les Singles
De l'eau
- 2004 : sur l'album Chambre 1512 de Premix (groupe formé de Pierre Bouley, Romain Billard et Édouard Algayon, anciens candidats de la saison 3 de Star Academy)
Harry (avec Premix)
- 2004 : sur l'album De l'or et des poussières de Michal
J'ai murmuré va-t'en (en duo avec Michal)
Viens jusqu'à moi (en duo avec Michal)
- 2007 : sur l'album Ce soir c'est moi qui fait la fille. de Vincent Baguian
Je ne t'aime pas (en duo avec Vincent Baguian)
- 2008 : sur l'album Claude François, autrement dit, album de reprises de Claude François
Miss Felicity Gray
- 2008 : sur l'album Enfantillages d'Aldebert
J'ai peur du noir (avec Aldebert et Vincent Baguian)
- 2010 : sur l'album pour enfants Les Larmes de crocodile d'Emma Daumas
Une hirondelle
- 2012 : sur l'album Elles et Lui d'Alain Chamfort, duo sur la chanson L'Ennemi dans la glace
- 2012-2013 : écriture des chansons Le Dernier, La fille idéale, Ta muse, L'amour en cage et  Tu ne sauras pas pour le premier album de Karen Brunon La fille idéale produit par My Major Company[40]
- 2012 : écriture d'une chanson pour le premier album de Dominique Fidanza.
- 2012 : sur la bande originale de la série télévisée Lignes de vie (en duo avec Julien Voulzy)
- 2013 : sur l'album Le Soldat rose 2, interprétation de la chanson Le Genre féminin
- 2013 : sur l'album Forever Gentlemen, interprétation en duo avec Emmanuel Moire de la chanson Somethin' Stupid
- 2013 : sur l'album We Love Disney, interprétation de la chanson Un jour mon prince viendra
- 2013 : sur l'album Le Grand Amour de Pascal Obispo, en duo avec celui-ci sur la chanson Un homme est passé
- 2013 : sur l'album Le Grand Amour de Pascal Obispo, en duo avec celui-ci sur la chanson Quand j'entends la musique
- 2014 : Il pleut sur l'album-hommage collectif La Bande à Renaud
- 2016 : I Only Want to Be with You sur l'album It's a Teenager Dream de Dominique Blanc-Francard
- 2016 : sur l'album Autour de Chet interprétation de But Not for Me en duo avec Alex Tassel
- 2016 : écriture des titres Jules et  Picasso pour le premier album de la chanteuse Emji intitulé Folies douces
- 2016 : La Pluie et le Beau Temps(coécrite avec Olivier Libaux ) et Love Comes In Spurts sur l'album I Could Be Happy de Nouvelle Vague
- 2017 : sur l'album Clôture de Cyril Mokaiesh, en duo avec celui-ci sur la chanson Houleux[41]
- 2017 : sur l'album hommage Elles & Barbara, reprise de Parce que je t'aime
- 2019 : participation au projet Back dans les Bacs sur la reprise du groupe Tragédie : Bye Bye.
- 2019 : participation au collectif de femmes GEMME sur la reprise de The Beloved Sweet Harmony.
- 2021 : sur l’album-hommage Les Pianos de Gainsbourg d'André Manoukian, interprétation de Ce mortel ennui
- 2021 : sur l'album de reprises Toutes parisiennes, interprétation de La Chanson d'Hélène
- 2024 : Drôle de vie avec Elisa Tovati

## Filmographie

### Cinéma

#### Longs métrages
- 2010 : Potiche de François Ozon : Suzanne Pujol jeune (le personnage d'âge mûr est interprété par Catherine Deneuve)
- 2012 : Hénaut président de Michel Muller : Élodie Frégé, une vedette qui va voter Hénaut
- 2014 : L'Art de la fugue de Brice Cauvin : Julie

### Télévision

#### Séries et téléfilms
- 2014 : Nos chers voisins : Un Noël presque parfait : Héloïse (la sœur de Chloé)
- 2016 : La Main du mal, téléfilm de Pierre Aknine : Anna Schaffner
- 2019 : C'est quoi ton nom (saison 1, épisode 10 C'est quoi ton nom X Frégé) : Élodie
- 2022 : L'Homme de nos vies, mini-série de Frédéric Berthe : Iris
- 2022 : Tous Inconnus, téléfilm  de Nicolas Hourès : elle-même
- 2024 : Cassandre (saison 8, épisode 2 Dernière danse) : Dani Rivoire
- 2025 : Intérim'air, série créée par Joséphine Draï (saison 1) : elle-même
- 2025 : Meurtres à Millau : Alice Nerval

### Clips
- 2004 : Hot, Hot Vibes Baby : serveuse
- 2013 : Mon plus bel incendie, chanson d'Arman Melies, clip réalisé par Julie Gavras
- 2016 : Sainte Valentine, sketch réalisé par Le Meufisme[42],[43] : Monica
- 2016 : Alexander, chanson de Liset Alea, clip réalisé par Jethro Massey

## Émissions

### Télévision
- 2003 : Star Academy (saison 3) (TF1) : gagnante
- 2004 : Worldbest (TF1) : gagnante
- 2013 : Monte le son ! (France 4) : chroniqueuse
- 2013 : Élection de Miss France 2014 (TF1) : jurée
- 2014 : The Voice 3 : la plus belle voix (TF1) : co-coach
- 2014-2016 : Nouvelle Star (D8) : jurée
- 2017 : Fashion Week (Elle Girl TV) : animatrice
- 2018 : Paris Fashion Week Printemps (Elle Girl TV) : animatrice
- 2018 : La Magie Disneyland (C8) : animatrice
- 2021 : I Can See Your Voice (M6) : jurée
- 2021 : The Artist (France 2) : jurée
- 2022 : Un flirt & une danse (France 2) : jurée
- 2023 : Mask Singer (TF1) : jurée, enquêtrice (saison 5)
- 2024 : Starmania L'anniversaire événement les 45 ans (France 2) : animatrice et chanteuse
- 2024 : Une journée avec Balavoine (France 3) : chanteuse

### Radio
- 2016 : Un dimanche avec... Renaud (RFM) : animatrice
- 2023 : Le leviattheow du samedi matin  (Octo 8) : animatrice

## Théâtre

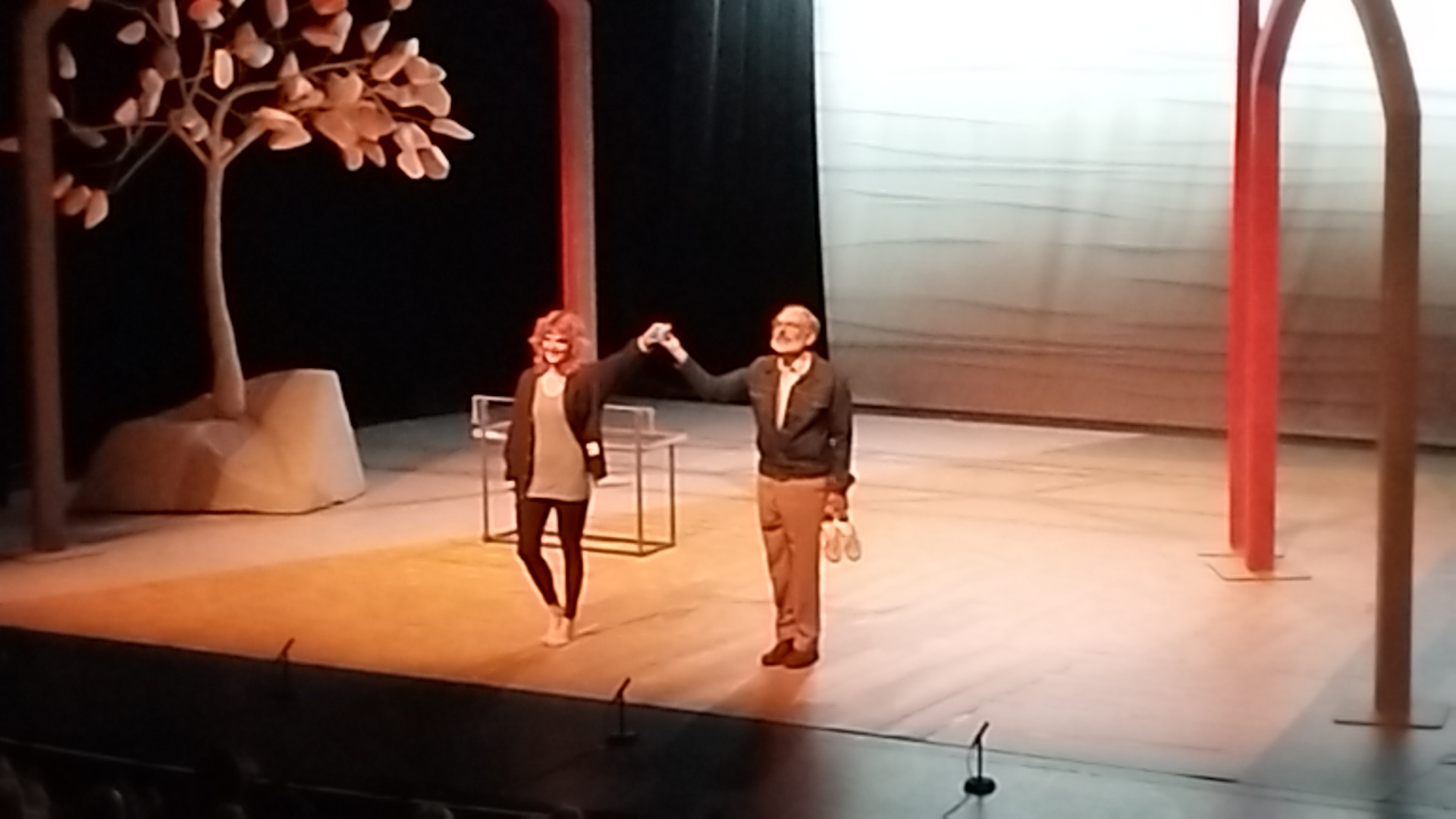
Élodie Frégé et Jean-Pierre Darroussin saluant le public après une représentation du Principe d'incertitude au théâtre de Brunoy.

- 2019 : Norma Jeane Monroe d'Anthony Michineau, mise en scène de Guillaume Bouchède, tournée
- 2023 : Le Principe d'incertitude de Simon Stephens, mise en scène de Louis-Do de Lencquesaing, tournée
- 2024 : Je ne serais pas arrivée là si… d’Annick Cojean, mise en scène d'Anne Bouvier

## Distinctions
- 2004 :
  - FHM : 61e plus belle femme de l'année
- 2005 :
  - Trophée Les ailes de l'espoir
  - FHM : 10e plus belle femme de l'année
- 2007 :
  - Grand Prix de l'UNAC : Chanson de l'année
  - Étoiles Chérie FM : Étoile révélation de l'année[44]
  - Étoiles Chérie FM : Étoile chanson de l'année
  - FHM : 17e plus belle femme de l'année